# Total Annihilation
Total Annihilation är ett realtidsstrategispel som utvecklades av Cavedog Entertainment, med lanseringsdatumet 27 september 1997. Spelet utspelar sig i rymden under en tid då människor sedan länge har fört in sina hjärnor i robotar.
Till spelet har det kommit två expansioner, Core Contingency den 30 april 1998 samt Battle Tactics den 30 juni 1998. Dessa ger spelet nya enheter och byggnader.
Efter nedläggningen av Cavedog Entertainment, splittrades teamet bakom Total Annihilation, men speldesignern Chris Taylor gick vidare och grundade, tillsammans med andra Cavedog utvecklare, företaget Gas Powered Games i maj 1998.
I juli 2013 köpte Wargaming.net Total Annihilation från Atari.

## Gameplay
Total Annihilation utspelar sig i en avlägsen framtid mitt i ett galaktiskt krig, med strider på månar och planeter. Spelarens huvuduppdrag är att bygga en defensiv bas och offensiva styrkor, för att erövra motståndaren. För att lyckas krävs det bland annat att spelaren tänker strategiskt, bygger olika sorters styrkor, samlar resurser, och utforskar omkringliggande terräng.
De stridande parterna är Core, de "onda" och Arm, de "goda".
Normalt sett, börjar spelaren med en så kallad Commander, en unik enhet som har möjligheten att skapa olika byggnader för att forma en bas. Commandern är en kraftfull enhet, även i krig och är mycket viktig för spelaren eftersom den konstruerar enheter och byggnader snabbt. För att kunna bygga olika konstruktioner krävs det att man har tillgång till två obegränsade resurser, energi och metall. Dessa resurser kan tillverkas av fabriker och mobila enheter. Varje byggnad och enhet tillhör en viss teknologinivå (tech level) och ju högre nivå en enhet tillhör desto mer avancerade byggnader finns att bygga, samt att tiden som krävs för enheten att slutföra en konstruktion eller reparation minskar.
Total Annihilation är ett av de första strategispelen med modern arkitektur och grafiken var mycket bra när spelet kom eftersom det var det första strategispelet i 3D. Spelet var långt före sin tid och det dröjde uppemot fem år innan datorerna var kraftfulla nog för att kunna spela med bra prestanda.

## Expansioner

### Core Contingency
Ett år efter releasen av Total Annihilation släpptes Core Contingency. Nyheterna är bland annat 25 nya uppdrag samt 75 nya enheter. Expansionen kom också med en editor som låter användarna göra uppdrag samt maps. Core Contingency var också avsedd att expandera storyn och omfattningen i spelet.

### Battle Tactics
Den 30 juni 1998 släpptes Battle Tactics, vilket innehöll bland annat fyra nya enheter och 100 ytterligare uppdrag. Battle Tactics var också inriktad på att ge spelaren ett mer taktisk spel.

## Musik
Musiken till Total Annihilation komponerades av Jeremy Soule och framfördes av Northwest Sinfonia orchestra. Musiken ändrar karaktär under olika händelser.

## Systemkrav
- Windows 95 eller senare
- 100 MHz Processor
- 16 MB RAM
- 40 MB ledigt hårddiskutrymme
- 640 X 480 eller högre
- Minst 256 färger

## Liknande spel
- Total Annihilation: Kingdoms
- Supreme Commander - Andlig uppföljare av samma person som gjorde originalet.
- Spring - För den som vill spela Total Annihilation finns även open source-projektet Spring som är en remake av originalet, fast i många avseenden kraftigt förbättrat. Utvecklingen av Spring startades av klanen Swedish Yankspankers. Webbplats: Spring